# Ramon Pujol i Bañeres
Ramon Pujol i Bañeres (Corbins, Segrià, 1870-1931) va ésser un hisendat que fou delegat a les Assemblees de Manresa (1892) i Reus (1893).